# Eupogonius scutellaris
Eupogonius scutellaris es una especie de escarabajo longicornio del género Eupogonius, tribu Desmiphorini, subfamilia Lamiinae. Fue descrita científicamente por Bates en 1885.

## Descripción
Mide 4,25-6,75 milímetros de longitud.

## Distribución
Se distribuye por Honduras y Panamá.